# Mauja
Mauja (nep. मौजा) – gaun wikas samiti w zachodniej części Nepalu w strefie Gandaki w dystrykcie Kaski. Według nepalskiego spisu powszechnego z 2001 roku liczył on 486 gospodarstw domowych i 2144 mieszkańców (1193 kobiet i 951 mężczyzn).